# Schelpenmuseum Paal 14
Schelpenmuseum Paal 14 is een museum op het waddeneiland Schiermonnikoog in de Nederlandse provincie Friesland.

## Collectie

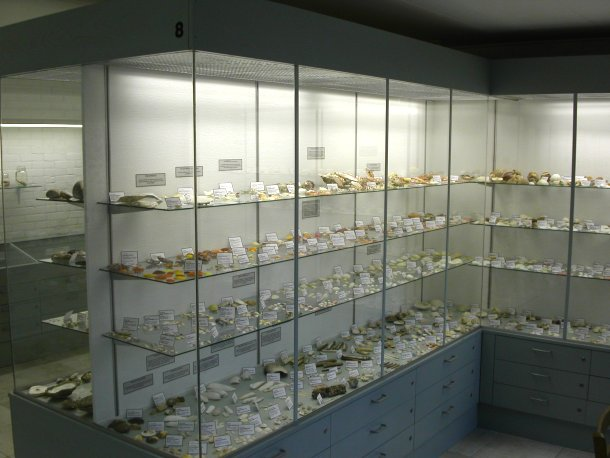
Vitrine

- Indeling van de weekdieren
- Schelpen
- Krabben, zeesterren, zeepokken
- Slakken, keverslakken, zeeappels